# Jacuzzi
Jacuzzi è una multinazionale statunitense, fondata dai fratelli italiani Jacuzzi in California nel 1915 e famosa per la produzione di vasche idromassaggio.

## Storia
All'inizio arrivano in California dal Friuli-Venezia Giulia Francesco, Rachele e Valeriano Jacuzzi, originari di Casarsa della Delizia. Poco dopo li raggiungono altri quattro fratelli: Gelindo, Giocondo, Giuseppe e Candido. Nel 1915 fondano a Berkeley la Jacuzzi Bros per realizzare eliche di legno da loro progettate e che saranno poi utilizzate dall'aeronautica militare americana durante la prima guerra mondiale. Nel 1920 i sette fratelli progettano e producono anche un monoplano monoposto e un monoplano cabinato di sette posti e con fusoliera in legno laminato da utilizzare per il collegamento di San Francisco con l'Alaska. Ma l'iniziativa, realizzata come Jacuzzi Bros Propellers, non ha successo. Nel 1921 Giocondo Jacuzzi, un pilota e due impiegati della società muoiono quando uno dei loro aerei si schianta a Modesto.
L'azienda s'indirizza al mondo degli agricoltori creando in quel periodo pompe per l'irrigazione e Frostifugo, una superventola in grado di soffiare aria calda per combattere le gelate. Poi nel 1943 il più giovane dei sette fratelli, Candido, scopre che suo figlio Kenneth, per tutti Ken, sofferente di una grave artrite remautoide sviluppata pochi mesi dopo la nascita, sta meglio quando si sottopone alle sessioni idroterapiche in ospedale; così, grazie all'esperienza maturata con le pompe per l'acqua destinate all'agricoltura, realizza un dispositivo applicabile alla vasca di casa. Nel 1956 sviluppa la prima pompa ad immersione: la J-300. È il primo passo verso il prodotto di maggior successo dell'azienda, realizzato da Roy Jacuzzi, terza generazione della famiglia: aggiunge bocchette integrate e un sistema idromassaggiante. Ispirata alle antiche terme romane e commercializzata dal 1968, si tratta della prima vasca idromassaggio al mondo. Da allora l'attività produttiva, effettuata in vari stabilimenti (Stati Uniti, Messico, Canada, Brasile) viene prevalentemente incentrata in vasche idromassaggio di lusso ed altri sistemi per il benessere del corpo, come saune, hammam o piscine multifunzione. Diventa anche uno status symbol grazie allo spot televisivo girato dall'attrice Jayne Mansfield in una Jacuzzi dorata a forma di cuore. Altre testimonial: Rita Hayworth e Marilyn Monroe.
Nel 1970 la famiglia Jacuzzi decide di realizzare in Italia, a Valvasone, in provincia di Pordenone, uno stabilimento per lo sviluppo in Europa. È proprio in Italia che nel marzo 1974 Ken Jacuzzi sposa Daniela Manzini; nel 2005 racconta la sua storia in un libro autobiografico e nel gennaio 2017 decede all'età di 74 anni.
Negli anni l'azienda viene quotata a Wall Street come Jacuzzi Brands Inc, i discendenti della famiglia Jacuzzi (qualche centinaio) prendono strade diverse (un ramo si dedica al vino in California).
L'indebitamento cresce e nel 2006, quando il giro d'affari è di 573 milioni di dollari, è acquisita da un fondo americano di private equity, Apollo Managment Fund, per 990 milioni di dollari in contanti (con un premio sulla quotazione del 215) e accollandosi il debito di 260 milioni di dollari.
Nel 2008 Jacuzzi trasferisce il suo quartier generale mondiale a Chino Hills, in California. Nel maggio 2012 acquisisce ThermoSpas, un'azienda produttrice di spa e vasche idromassaggio di Wallingford, nel Connecticut. Sponsorizza gli atleti della squadra di sci americana, e i loro impianti di allenamento sono dotati di vasche idromassaggio Jacuzzi e attrezzature per l'idromassaggio.
Nel 2017 Jacuzzi acquisisce Hydropool Hot Tubs e Swim Spas, e BathWraps.
Nel gennaio 2019 il fondo Investindustrial annuncia l'acquisizione di Jacuzzi Brands (e di altri marchi del medesimo settore).